# بخش سانتاندر
شهرستان سانتاندر (به اسپانیایی: Santander Department) یک سکونتگاه مسکونی در کلمبیا است که در کلمبیا واقع شده‌است.

## خصوصیات
شهرستان سانتاندر ۳۰٬۵۳۷ کیلومترمربع مساحت و ۲٬۰۴۰٬۹۸۸ نفر جمعیت دارد.